# Рицарите от Алто
„Рицарите от Алто“ (на английски: The Alto Knights) е американски гангстерски филм от 2025 г. на режисьора Бари Левинсън по сценарий на Никълъс Пилеги. Главната роля се изпълнява от Робърт де Ниро, който играе двойна роля като мафиотите от 50-те години на XX век – Вито Дженовезе и Франк Костело. Филмът излиза по кината на 21 март 2025 г., разпространен от „Уорнър Брос Пикчърс“.

## Актьорски състав
- Робърт де Ниро – Вито Дженовийс и Франк Кастело[7]
- Дебра Месинг – Боби Костело, съпруга на Франк[8]
- Катрин Нардучи – Ана Дженовийс, съпруга на Боби[9]
- Космо Джарвис – Винсънт Гиганте[10]